# Anton Köllisch
Anton Georg Köllisch (* 16. März 1888 in Mannheim; † September 1916) war ein deutscher Chemiker. 1912 synthetisierte er als erster die Substanz 3,4-Methylendioxy-N-methylamphetamin – später bekannt unter der Abkürzung MDMA.

## Leben und Werk
Köllisch promovierte 1911 bei Emil Fischer an der Universität Berlin auf dem Gebiet der Indol-Synthese aus Hydrazonen. Dort arbeitete er mit Otto Diels zusammen. Das von ihm hergestellte N-Methyl-α-acetyl-indol zeigte morphinartige Wirkungen. Am 1. Oktober begann er seine Tätigkeit als Chemiker beim Pharma- und Chemiekonzern E. Merck in Darmstadt. Köllisch fiel 1916 im Ersten Weltkrieg.
MDMA, damals möglicherweise unkonventionell als Methylsafrylamin bezeichnet, erhielt er als Zwischenprodukt bei der Synthese von Hydrastinin und dessen Derivaten. Köllischs eigentliches Ziel war die Entwicklung einer Alternative zum halbsynthetischen Hydrastinin, dessen Syntheseweg Jahre zuvor vom Merck-Konkurrenten Bayer zum Patent angemeldet worden war. Hydrastinin war zu dieser Zeit das beste Hämostatikum und Köllisch wollte mit Methylhydrastinin eine Substanz herstellen, mit der das Bayer-Patent umgangen werden konnte. 
Die Substanz MDMA selbst wurde von Merck nicht patentiert. In diesem Verfahrenspatent wird es unter Beispiel 4 nur charakterisiert durch: „…bildet ein farbloses Öl, das unter 20 mm Druck bei 155° siedet. Das salzsaure Salz bildet derbe weiße Kristalle, die bei 148 bis 150° schmelzen.“ Sein Syntheseweg zu Methylhydrastinin-ähnlichen Substanzen wurde gleichzeitig patentiert.
Es dauerte 15 Jahre, bis nach der ersten Synthese MDMA erstmals pharmakologisch getestet wurde. Die psychoaktiven Eigenschaften von MDMA wurden erst viele Jahre später erkannt.

## Trivia
Das fiktive Gymnasium in der Serie How to Sell Drugs Online (Fast) ist nach Anton Köllisch benannt.